# Soltmurad Bakaev
Soltmurad Džabrailovič Bakaev (in russo Солтмурад Джабраилович Бакаев?; Nazran', 5 agosto 1999) è un calciatore russo, centrocampista dell'Akron Togliatti.

## Caratteristiche tecniche
È un esterno destro.

## Carriera
Cresciuto nel settore giovanile dello Spartak Mosca, ha esordito in prima squadra il 25 agosto 2019 disputando l'incontro di Prem'er-Liga vinto 2-1 contro il Kryl'ja Sovetov Samara. Il 22 gennaio 2020 è passato a titolo definitivo al Rubin.

## Statistiche
Statistiche aggiornate al 21 agosto 2022.

### Presenze e reti nei club
| Stagione               | Squadra                | Campionato             | Campionato | Campionato | Coppe nazionali | Coppe nazionali | Coppe nazionali | Coppe continentali | Coppe continentali | Coppe continentali | Altre coppe | Altre coppe | Altre coppe | Totale | Totale | Totale |
| Stagione               | Squadra                | Comp                   | Pres       | Reti       | Comp            | Pres            | Reti            | Comp               | Pres               | Reti               | Comp        | Pres        | Reti        | Pres   | Reti   |        |
| ---------------------- | ---------------------- | ---------------------- | ---------- | ---------- | --------------- | --------------- | --------------- | ------------------ | ------------------ | ------------------ | ----------- | ----------- | ----------- | ------ | ------ | ------ |
| 2017-2018              | Spartak Mosca          | PL                     | 0          | 0          | CR              | 1               | 0               | UCL+UEL            | 0                  | 0                  |             | -           | -           | 1      | 0      |        |
| 2019-gen. 2020         | Spartak Mosca          | PL                     | 2          | 0          | CR              | 0               | 0               | UEL                | 1                  | 0                  |             | -           | -           | 3      | 0      |        |
| Totale Spartak Mosca   | Totale Spartak Mosca   | Totale Spartak Mosca   | 2          | 0          |                 | 1               | 0               |                    | 1                  | 0                  |             | -           | -           | 4      | 0      |        |
| 2018-2019              | Spartak-2 Mosca        | 1D                     | 37         | 5          |                 | -               | -               |                    | -                  | -                  |             | -           | -           | 37     | 5      |        |
| 2019-gen. 2020         | Spartak-2 Mosca        | 1D                     | 18         | 4          |                 | -               | -               |                    | -                  | -                  |             | -           | -           | 18     | 4      |        |
| Totale Spartak Mosca-2 | Totale Spartak Mosca-2 | Totale Spartak Mosca-2 | 55         | 9          |                 | -               | -               |                    | -                  | -                  |             | -           | -           | 55     | 9      |        |
| gen.-giu. 2020         | Rubin                  | PL                     | 10         | 1          | CR              | 0               | 0               |                    | -                  | -                  |             | -           | -           | 11     | 1      |        |
| 2020-2021              | Rubin                  | PL                     | 28         | 2          | CR              | 2               | 0               | -                  | -                  | -                  | -           | -           | -           | 30     | 2      |        |
| 2021-2022              | Rubin                  | PL                     | 29         | 2          | CR              | 2               | 0               | UECL               | 2                  | 0                  | -           | -           | -           | 33     | 2      |        |
| 2022-2023              | Rubin                  | PFN Ligi               | 5          | 1          | CR              | 0               | 0               | -                  | -                  | -                  | -           | -           | -           | 5      | 1      |        |
| Totale Rubin           | Totale Rubin           | Totale Rubin           | 72         | 6          |                 | 4               | 0               |                    | 2                  | 0                  | -           | -           | -           | 78     | 6      |        |
| Totale carriera        | Totale carriera        | Totale carriera        | 58         | 9          |                 | 1               | 0               |                    | 1                  | 0                  |             | -           | -           | 137    | 15     |        |